# Філіп Джонсон
Філіп Джонсон (англ. Philip Johnson; 8 липня 1906 — 25 січня 2005) — архітектор США, що мав значний вплив на розвиток американської та світової архітектури. Лауреат Прітцкерівської премії (1979).

## Життєпис
Вивчав історію та філософію у Гарварді, але в 1928 весь хід його життя змінила зустріч з Людвігом Міс ван дер Рое. Після повернення з поїздки по Європі Джонсон першим познайомив американців з теоретичними побудовами Міс ван дер Рое, Гропіуса і Ле Корбюзьє — архітекторів, для позначення стильової приналежності яких Джонсон при складанні каталогу Музею сучасного мистецтва в 1932 р. ввів в обіг термін «інтернаціональний стиль».
Ставши на чолі архітектурного підрозділу Музею сучасного мистецтва, Джонсон сприяв пропаганді архітектурного модернізму в Америці, написав ґрунтовну монографію про Міс ван дер Рое і переконав його переїхати в США. На території своєї садиби в штаті Коннектикут він втілив ідеї Міс ван дер Рое архітектурного мінімалізму при проектуванні «Скляного будинку» (1949). З цього часу він почав працювати архітектором-практиком, створивши разом з Місом такий яскравий зразок «інтернаціонального стилю», як хмарочос Сігрем-білдінг у Нью-Йорку (1956).
У міру падіння популярності «інтернаціонального стилю» в 1960-ті адаптувався до нових віянь. У його проектах з'являються вигнуті лінії і алюзії до історичних архітектурних стилів, властиві постмодерну. У 1968 разом з Джоном Берджи заснував власне архітектурне бюро. Спільні проекти Джонсона і Берджи численні — це і будівля корпорації SONY в Нью-Йорку (1984), і Вільямс Тауер в Х'юстоні (1983), і Ліпстік-білдінг на Мангеттені (1986), і Ворота Європи в Мадриді (1996).

## Особисте життя
Філіп Джонсон був геєм. Він публічно заявив про це у 1993 році та вважався «найвідомішим відкритим геєм-архітектором в Америці».
У 1934 році Джонсон розпочав свої перші серйозні стосунки з Джиммі Деніелсом, співаком кабаре. Стосунки тривали один рік.
Його партнер, з яким він прожив 45 років, арт-куратор Девід Вітні, помер невдовзі після Джонсона, у 2005 році, у віці 66 років.

## Споруди Джонсона

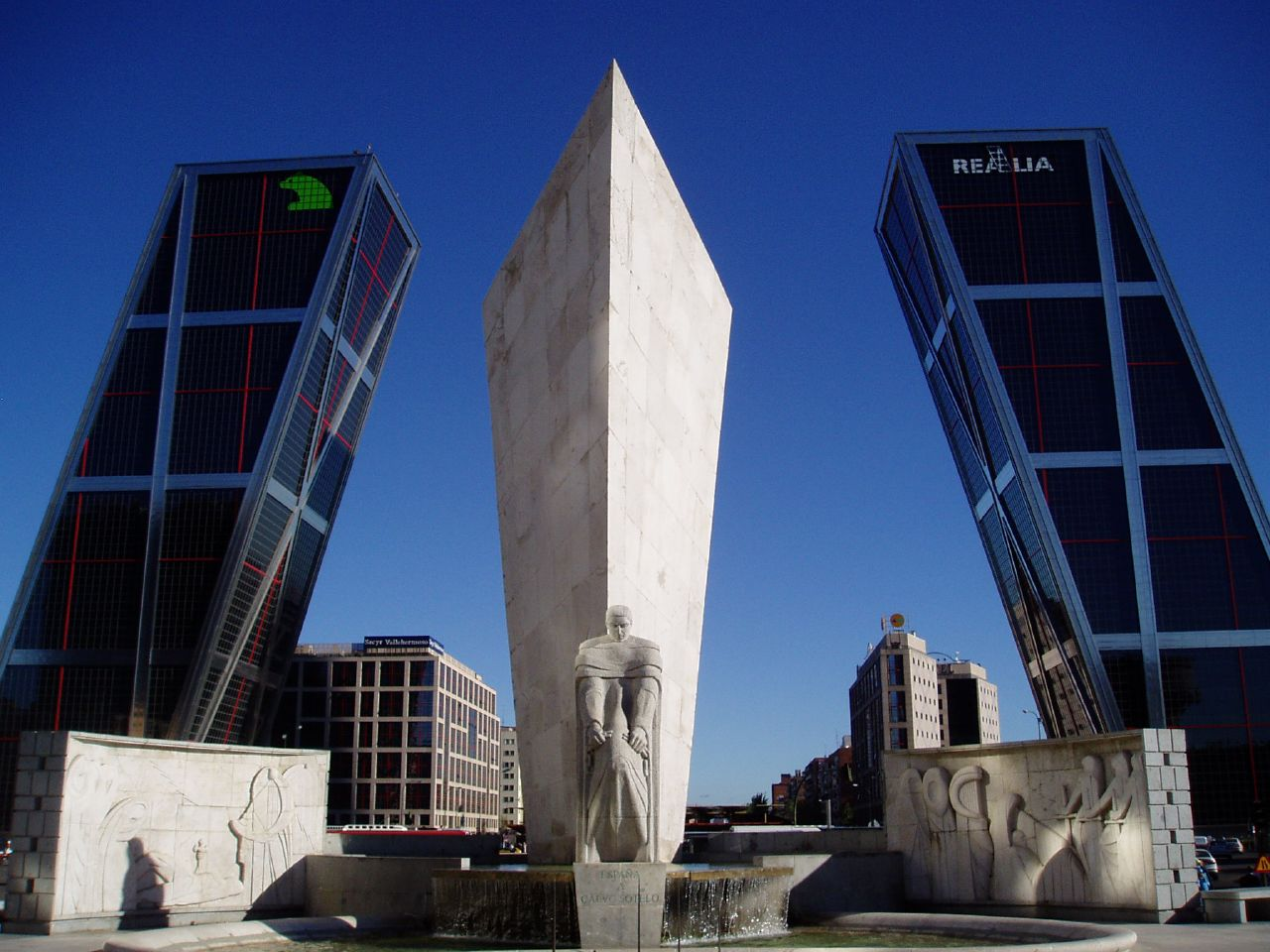
Мадрид
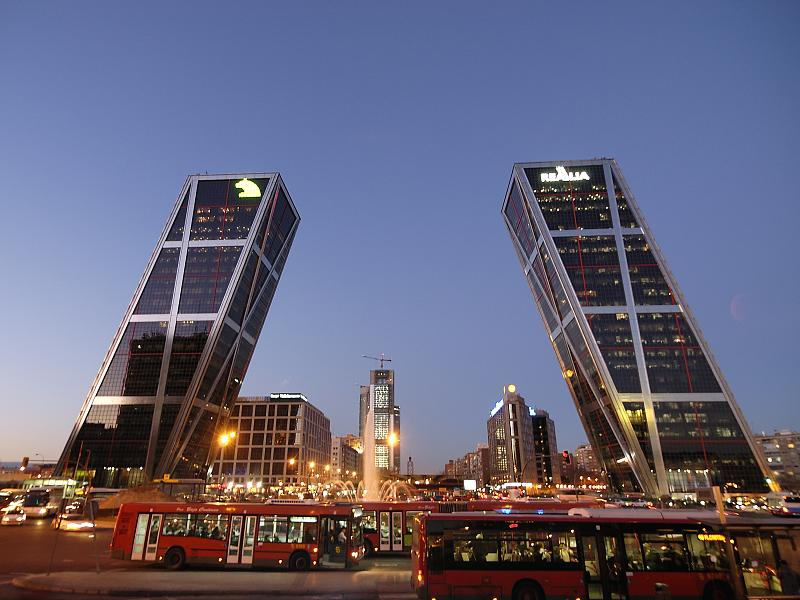
Мадрид
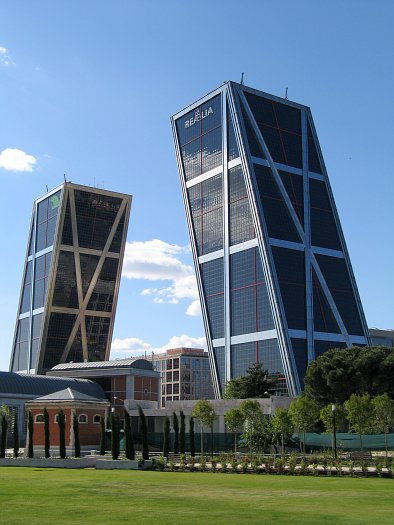
Мадрид
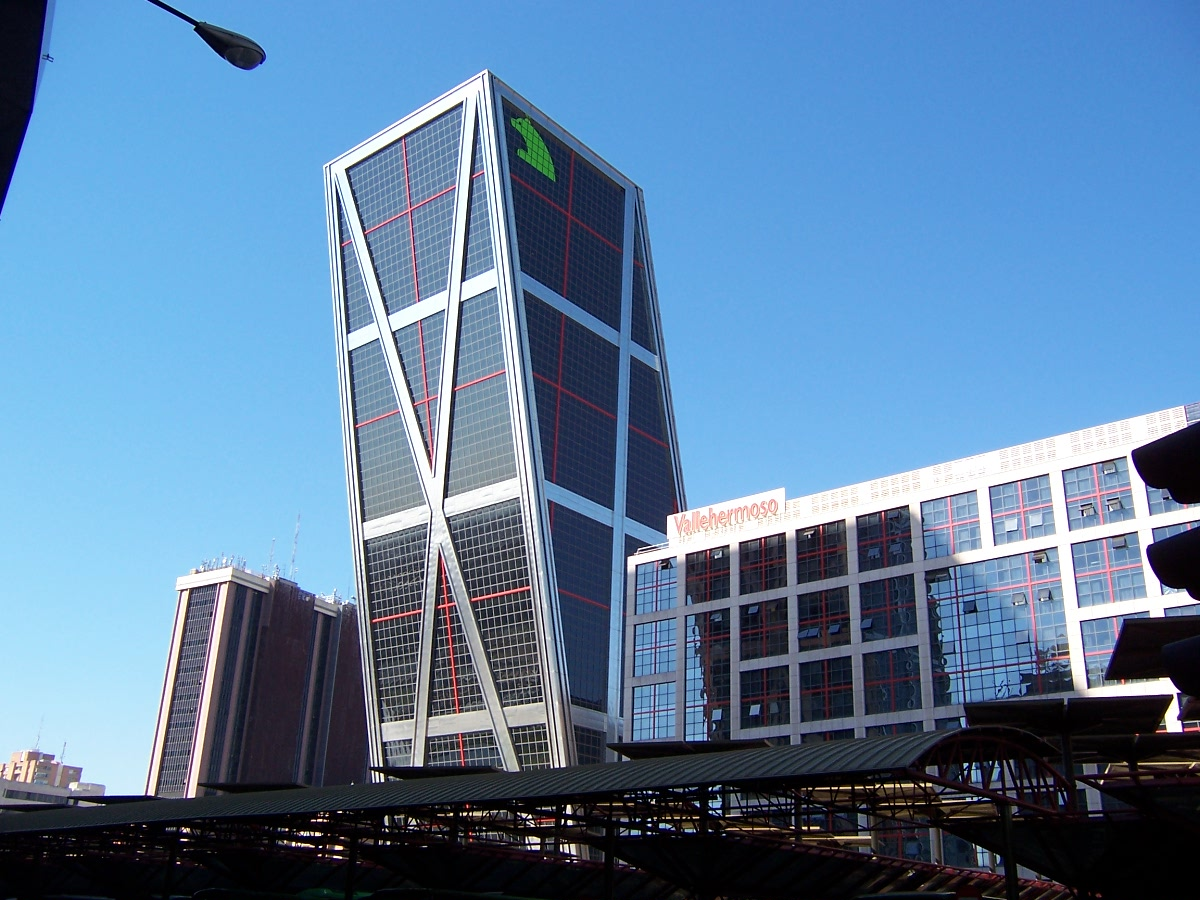
Мадрид
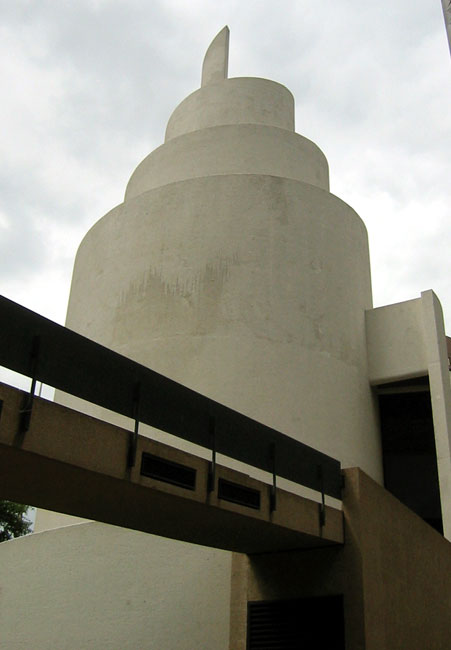
Далас
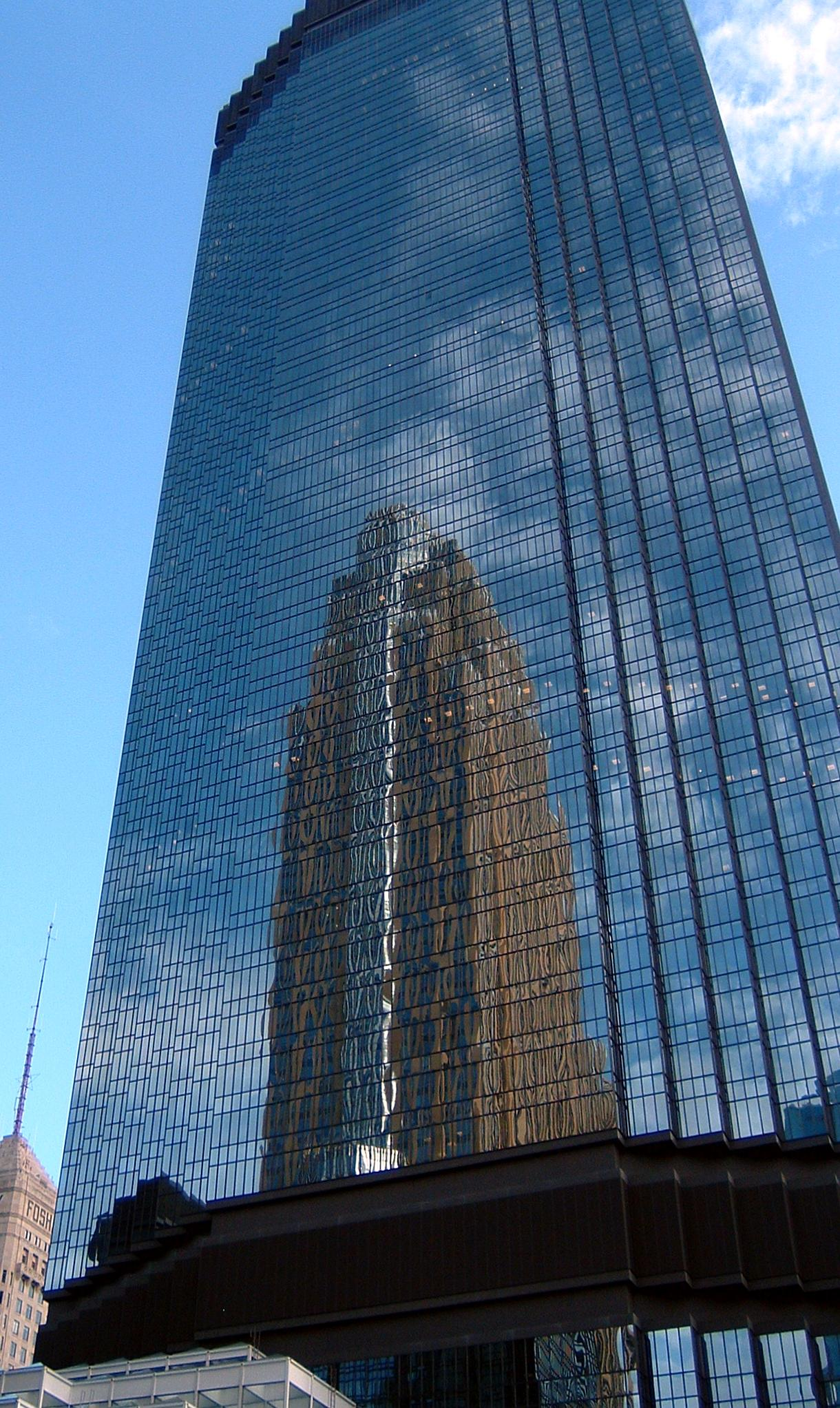
Мінеаполіс
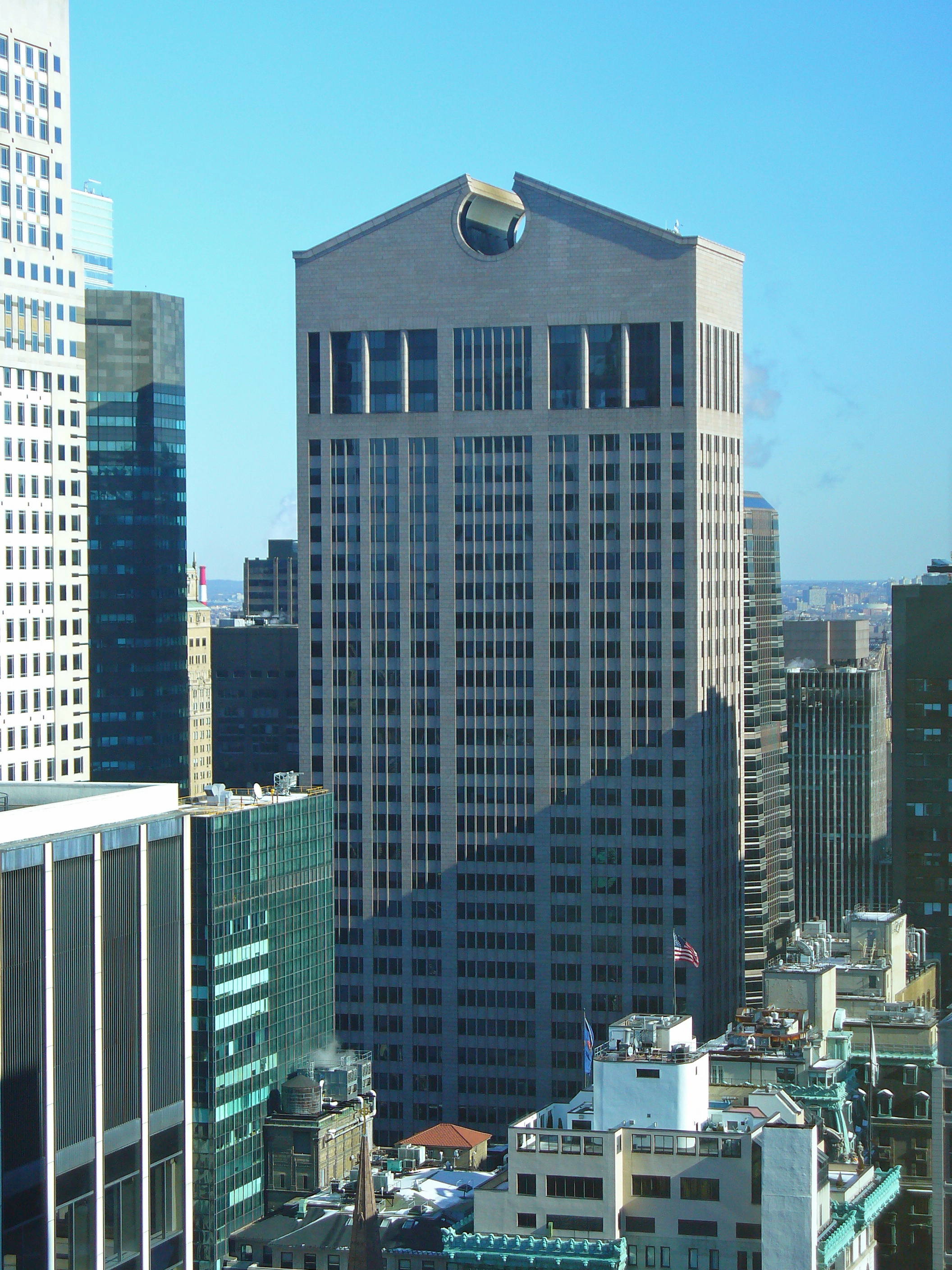
Соні Білдинг, Нью-Йорк
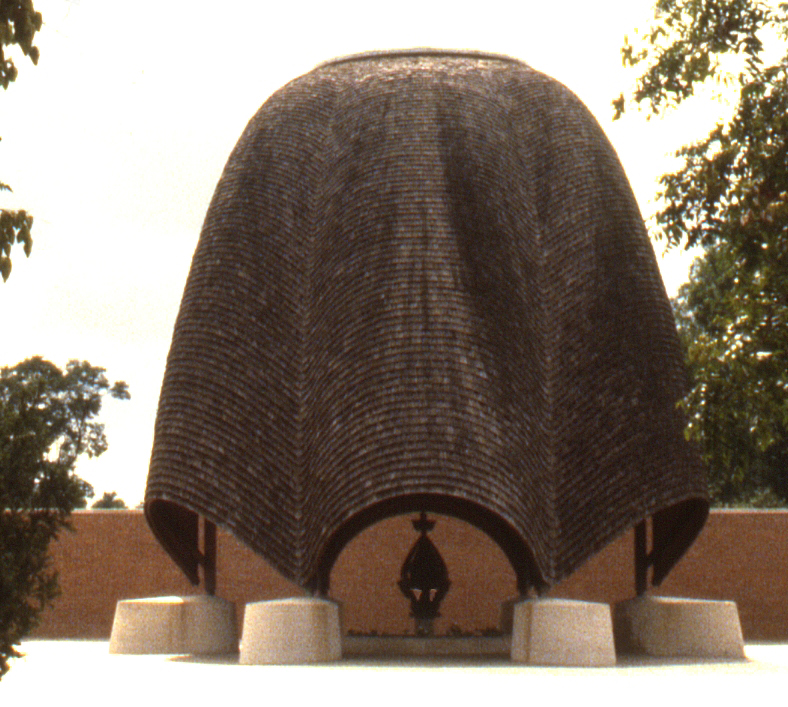
Індіана
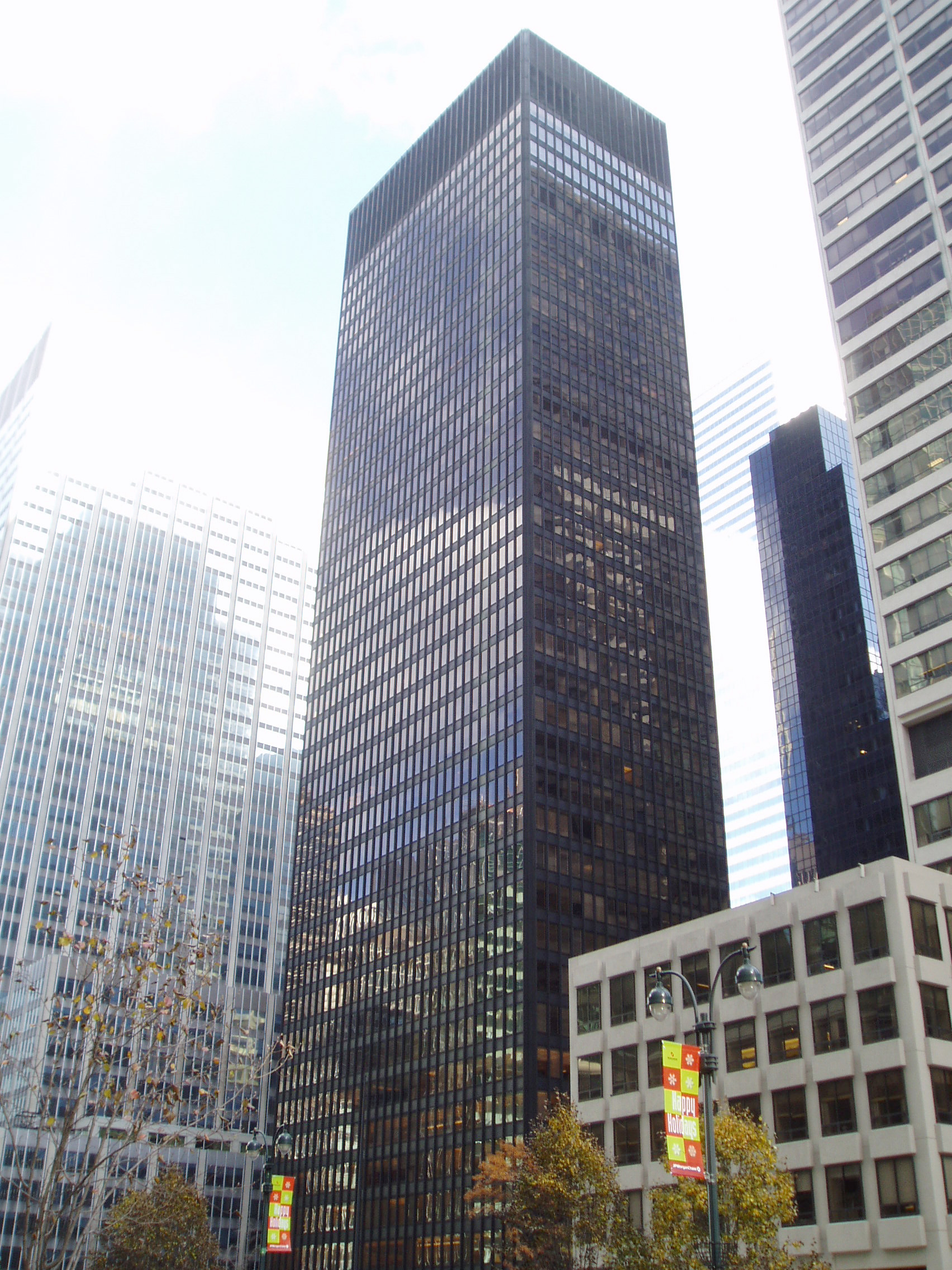
Нью-Йорк
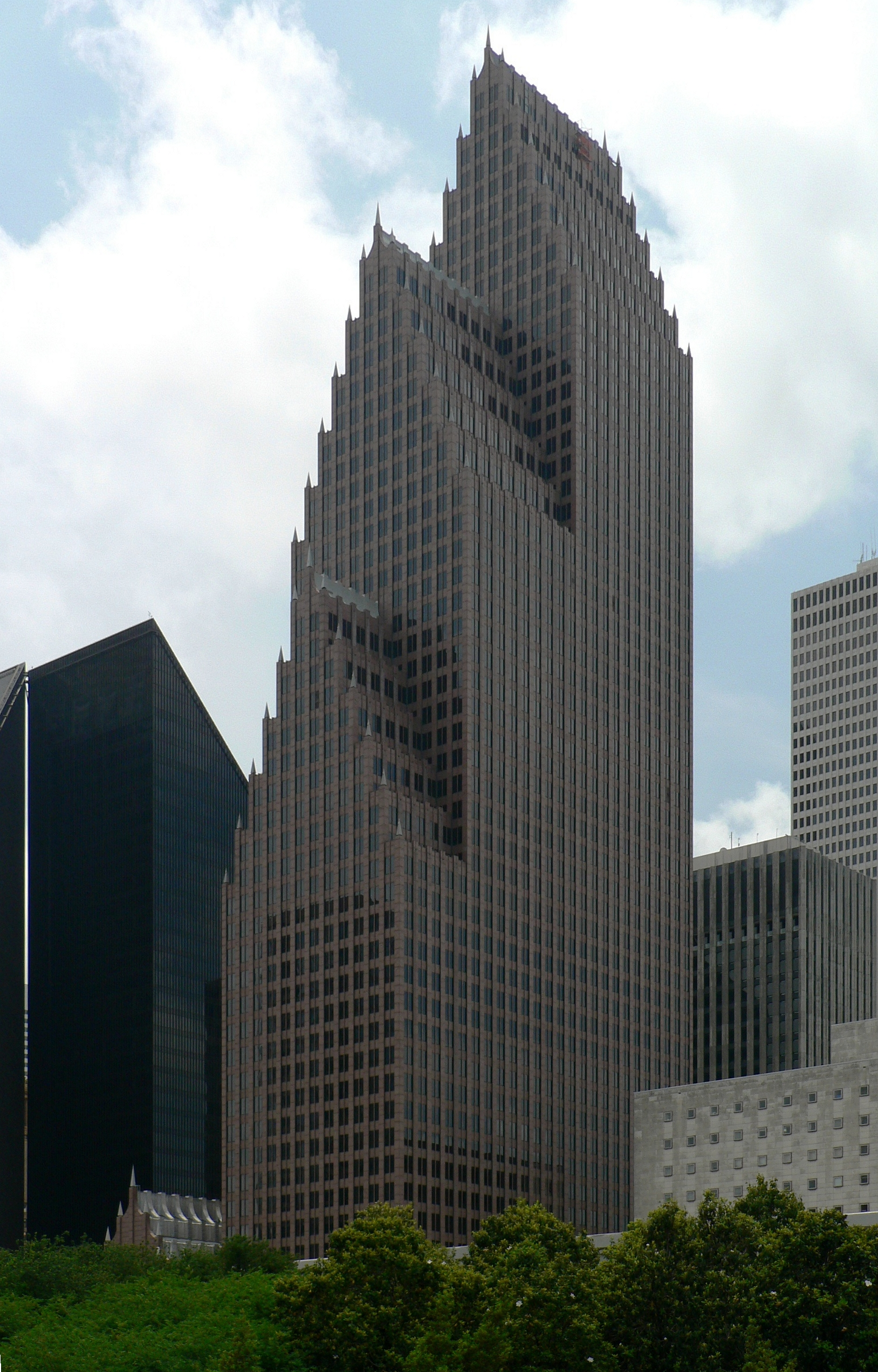
Г'юстон
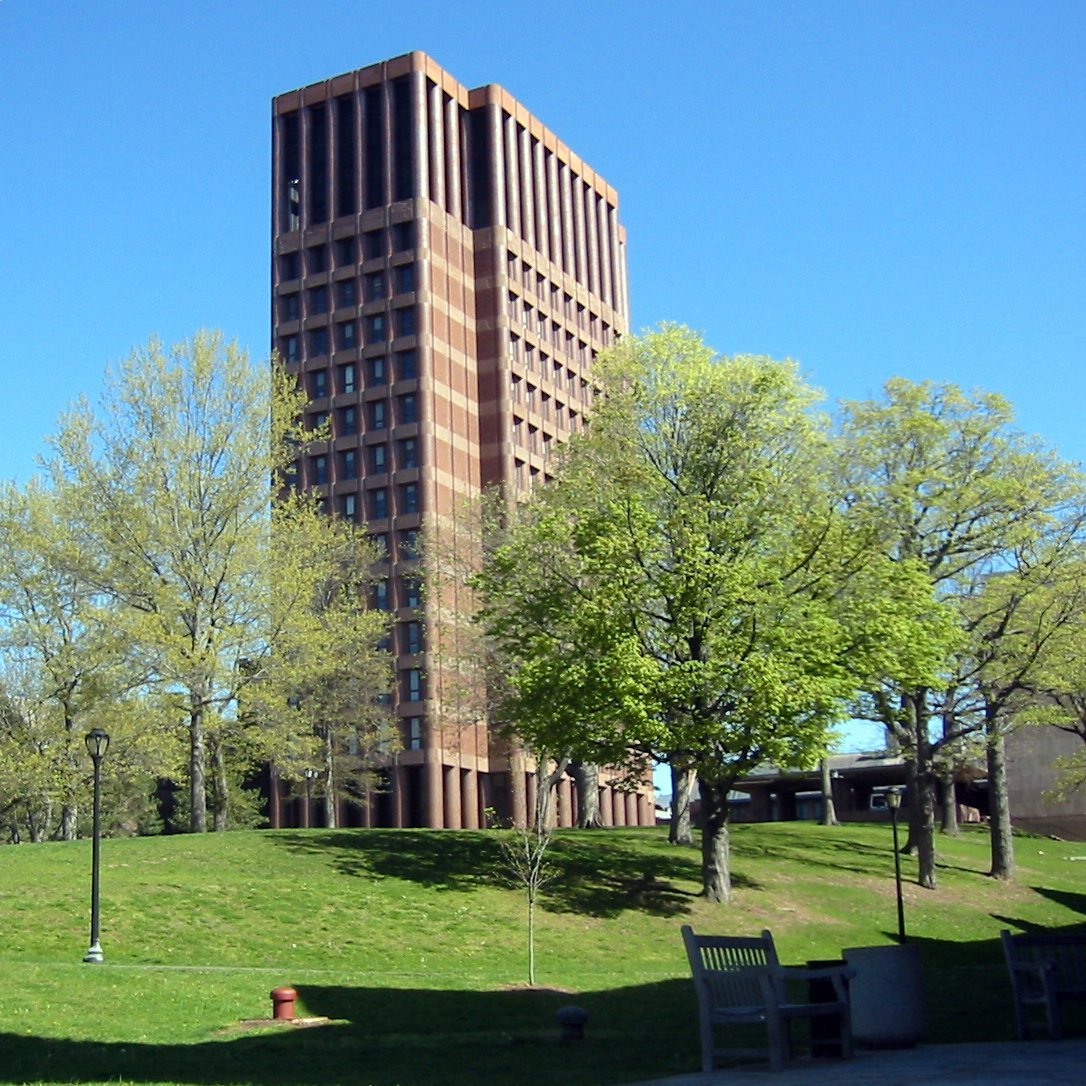
Коннектикут
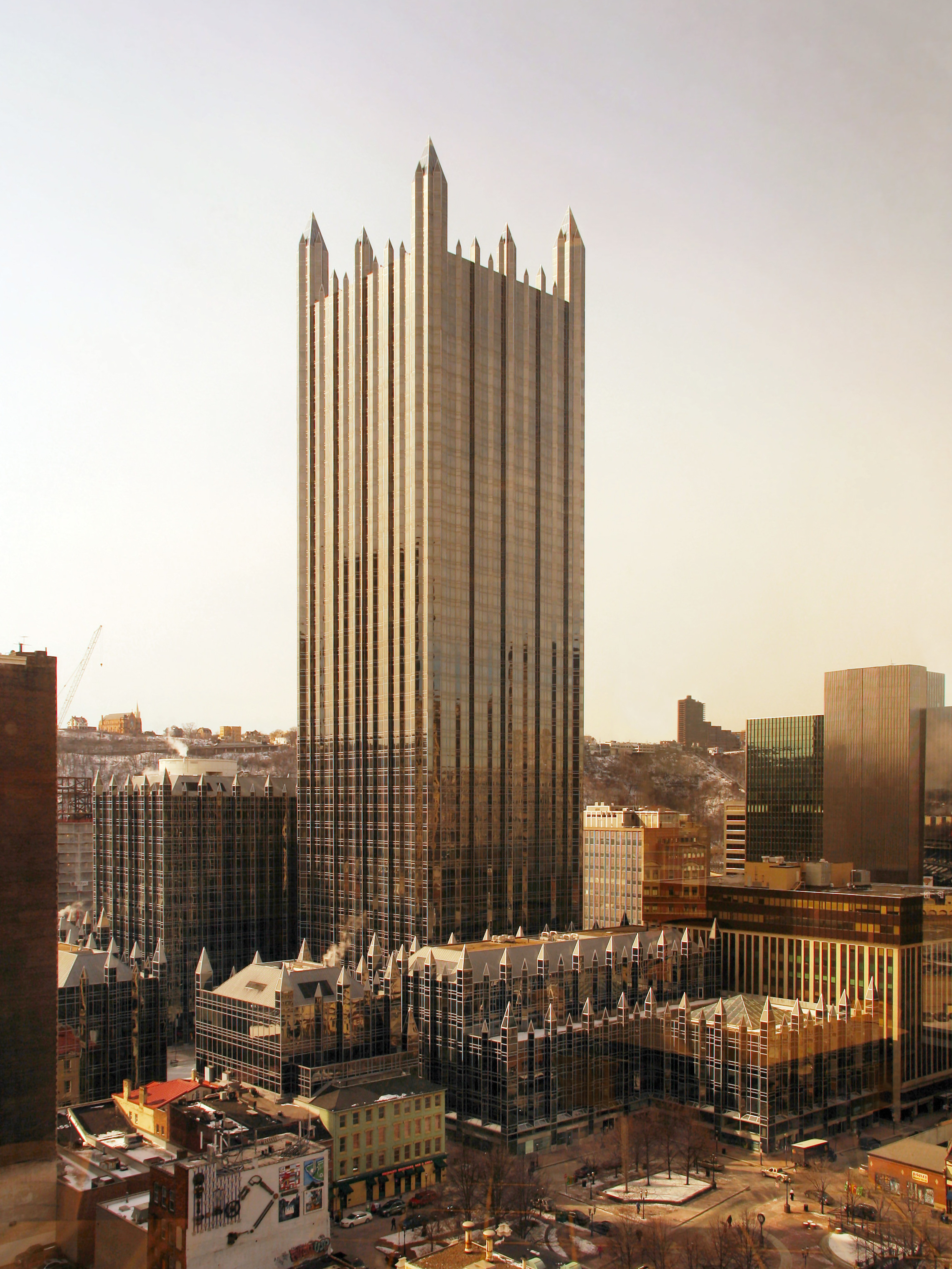
Пітсбург
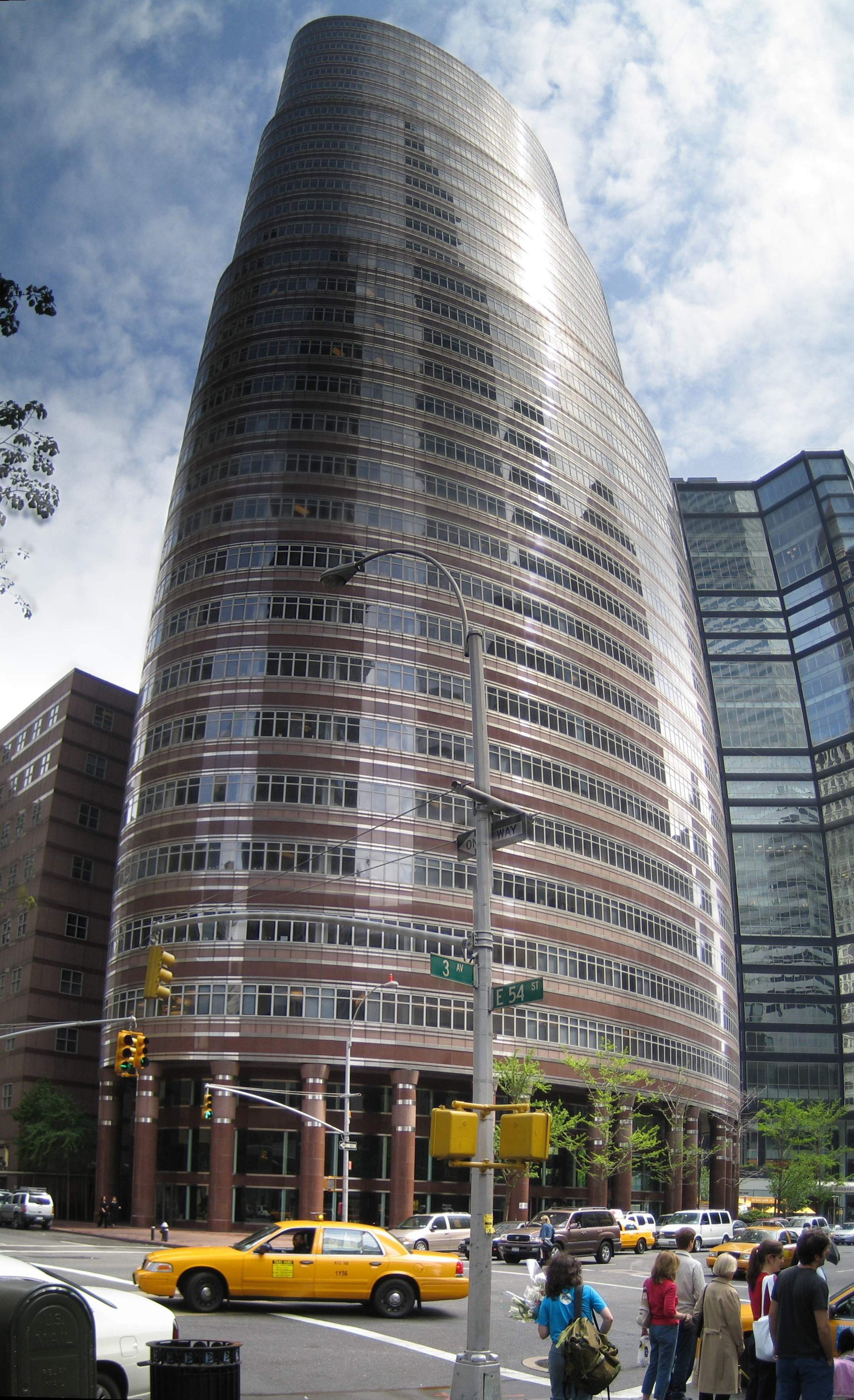
Нью-Йорк
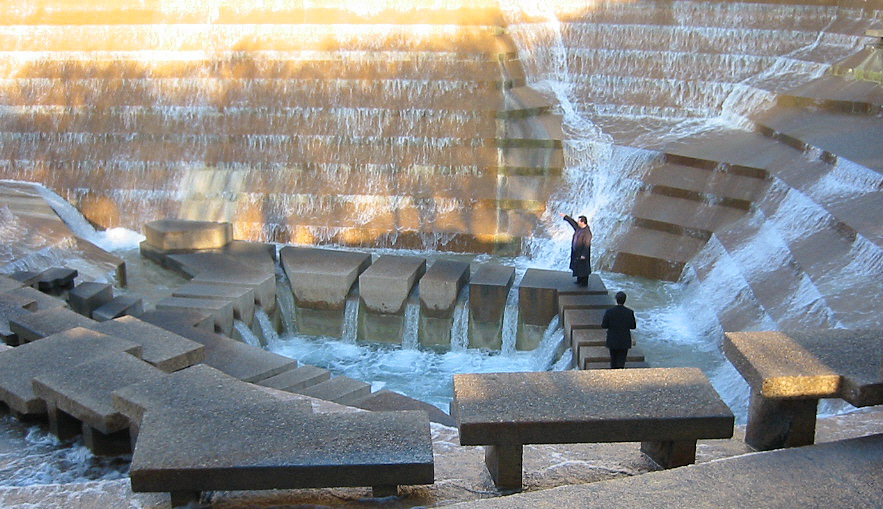
Форт Уорт, Сад води, штат Техас.

### Кришталевий собор в Каліфорнії

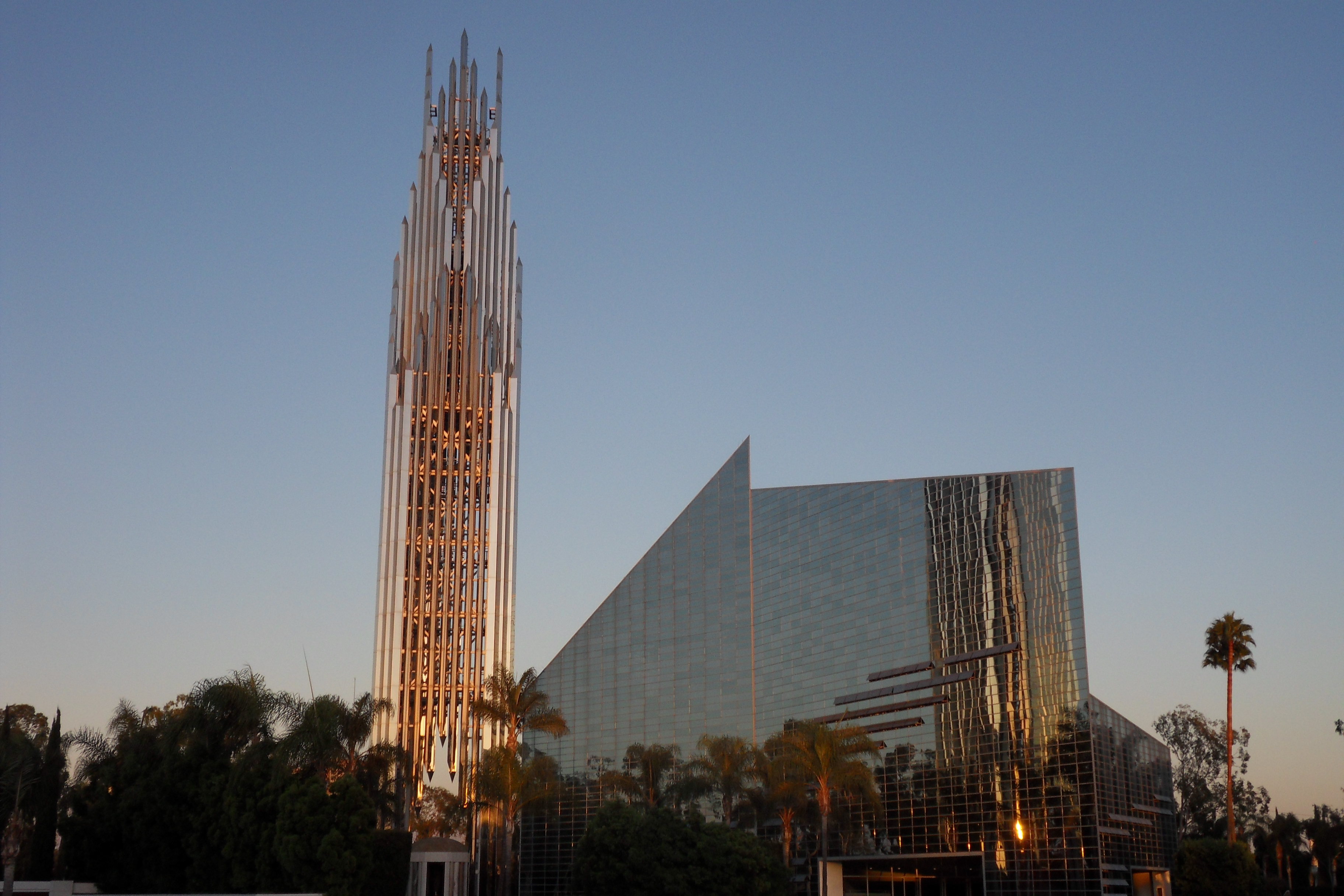
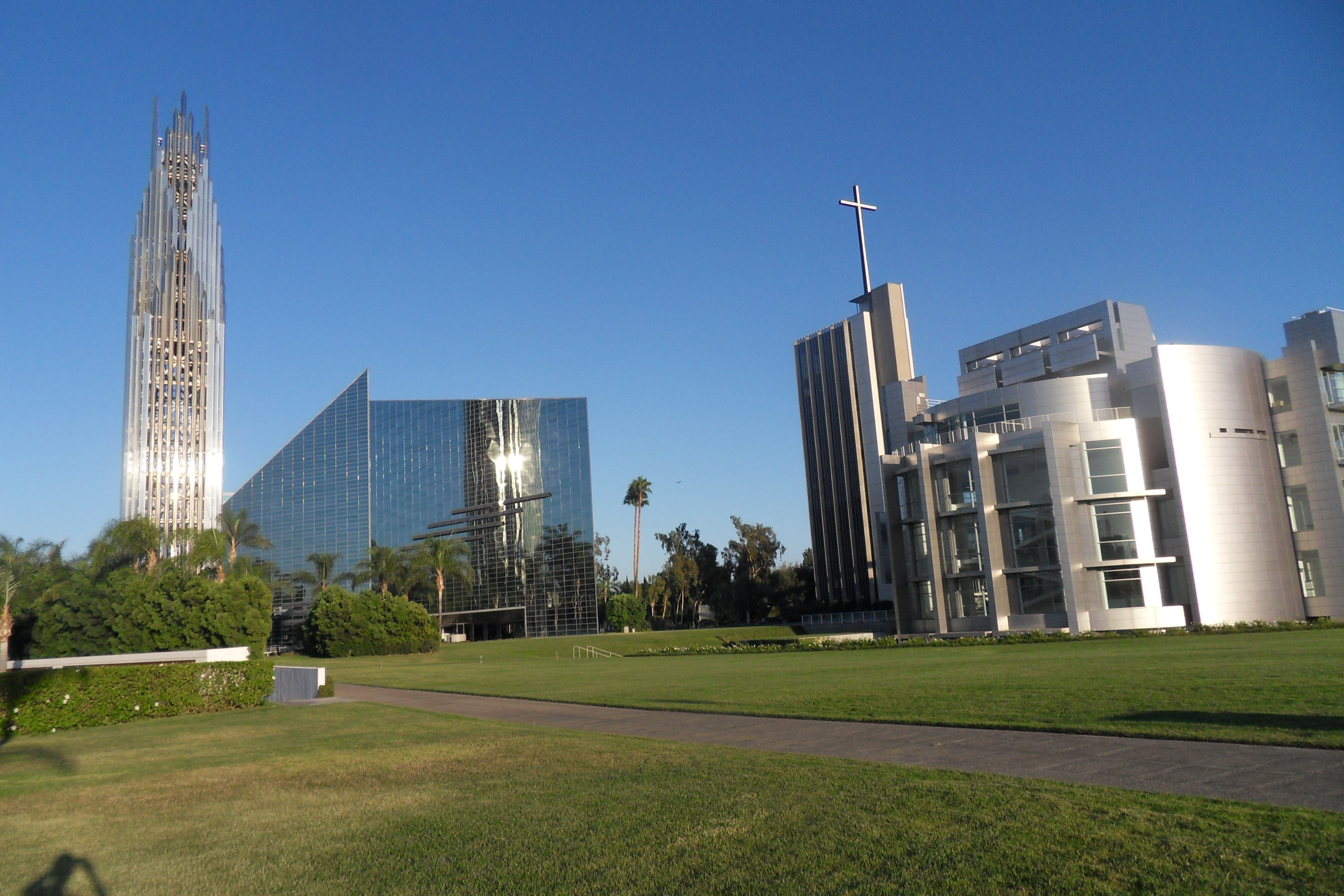
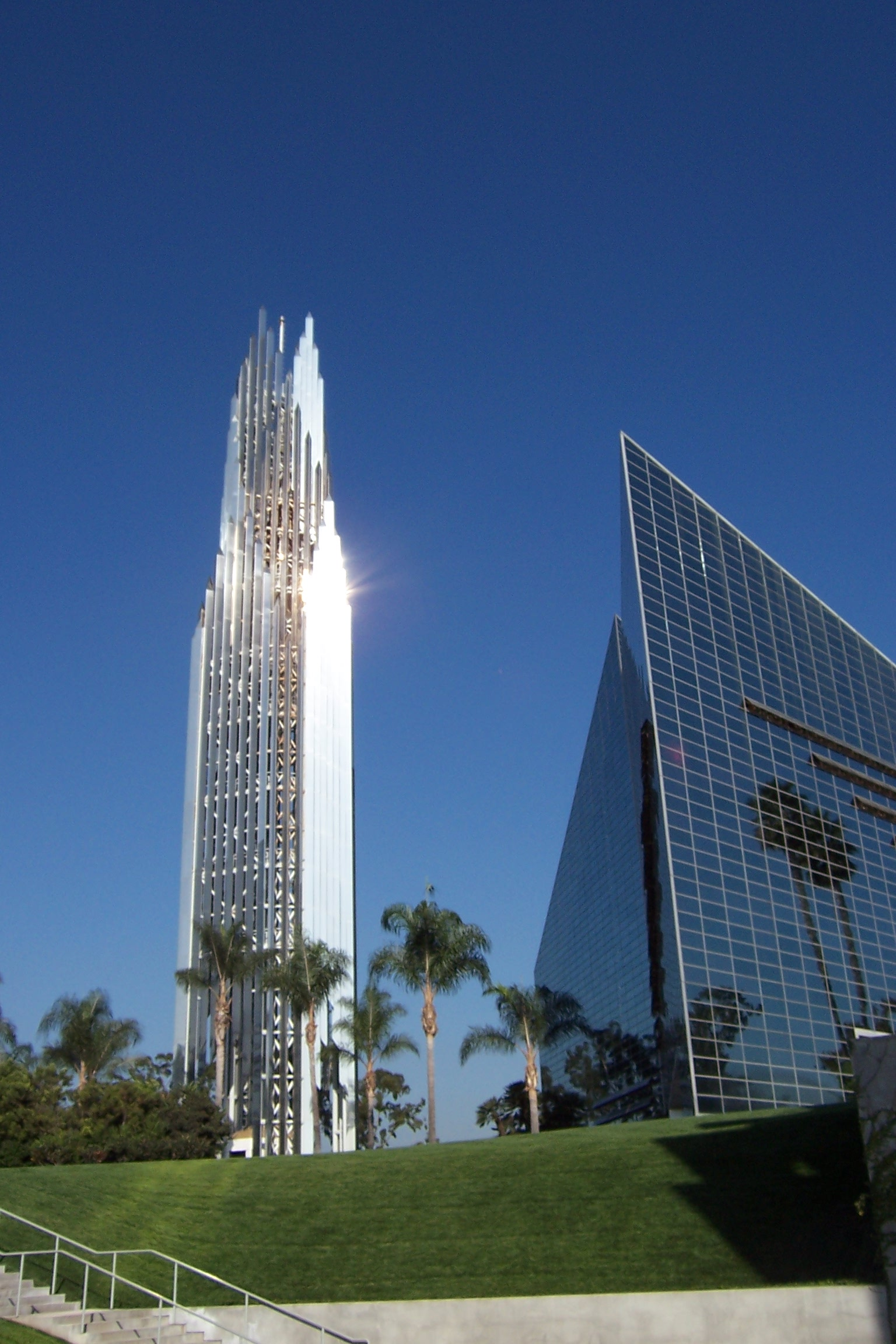
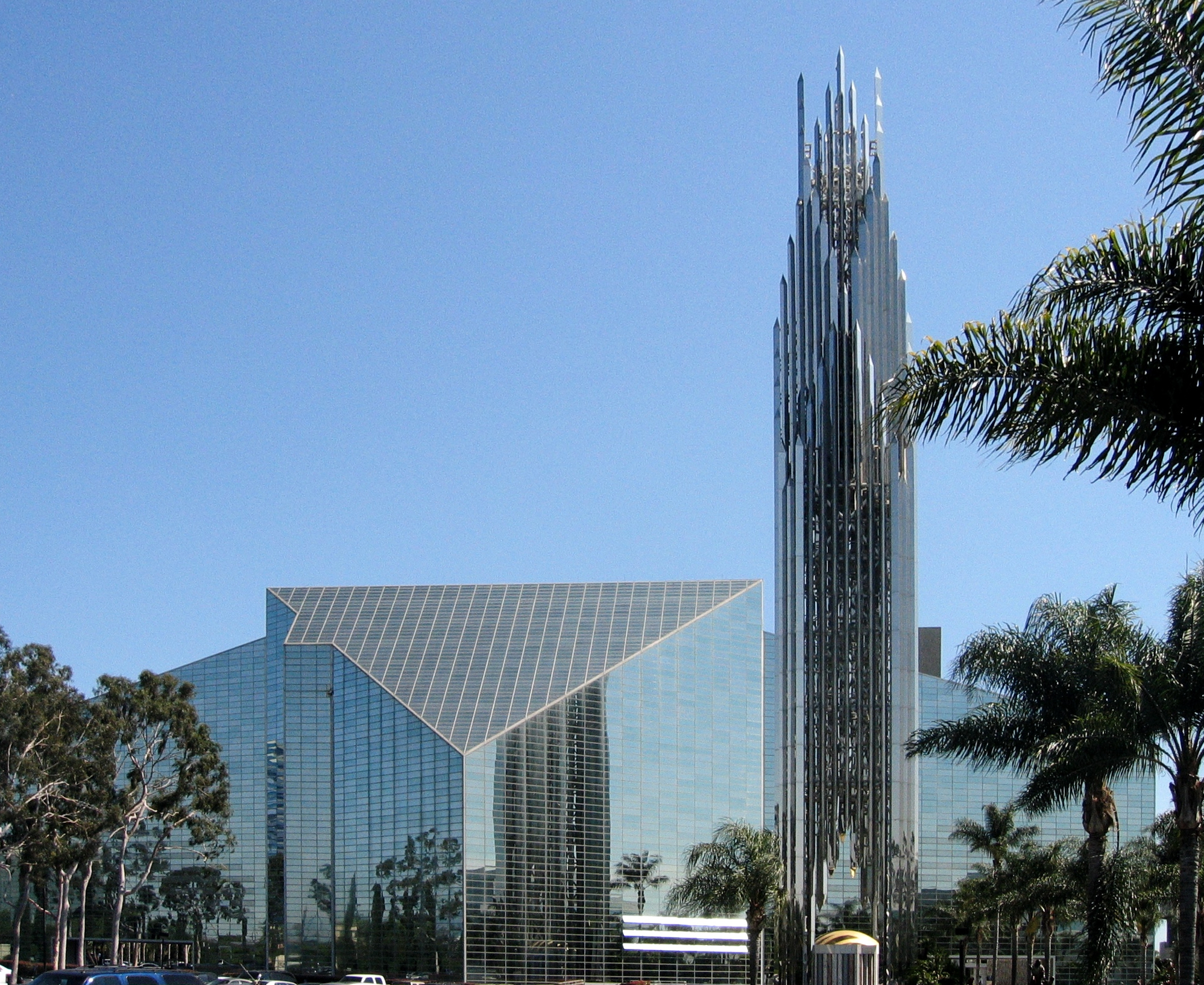
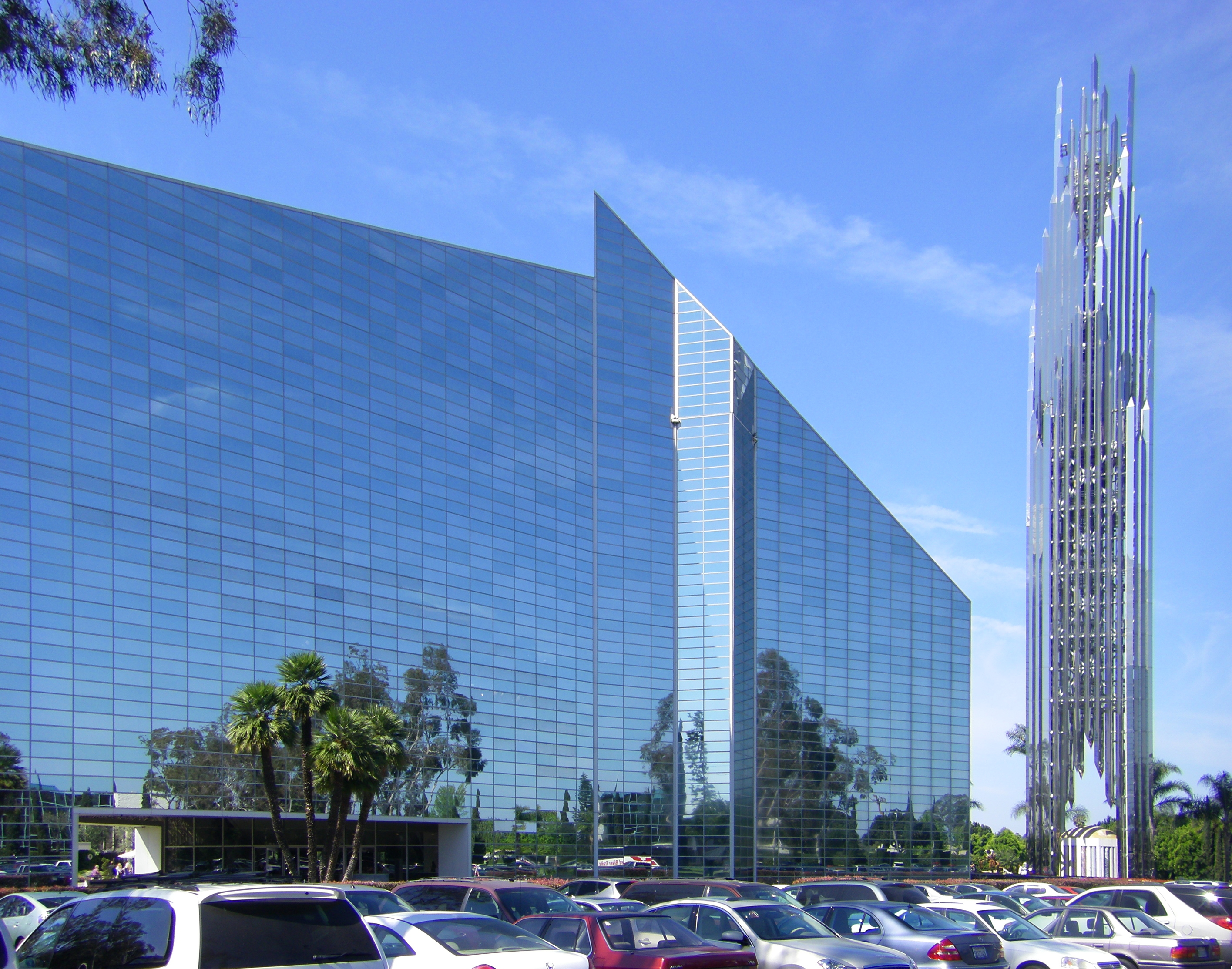
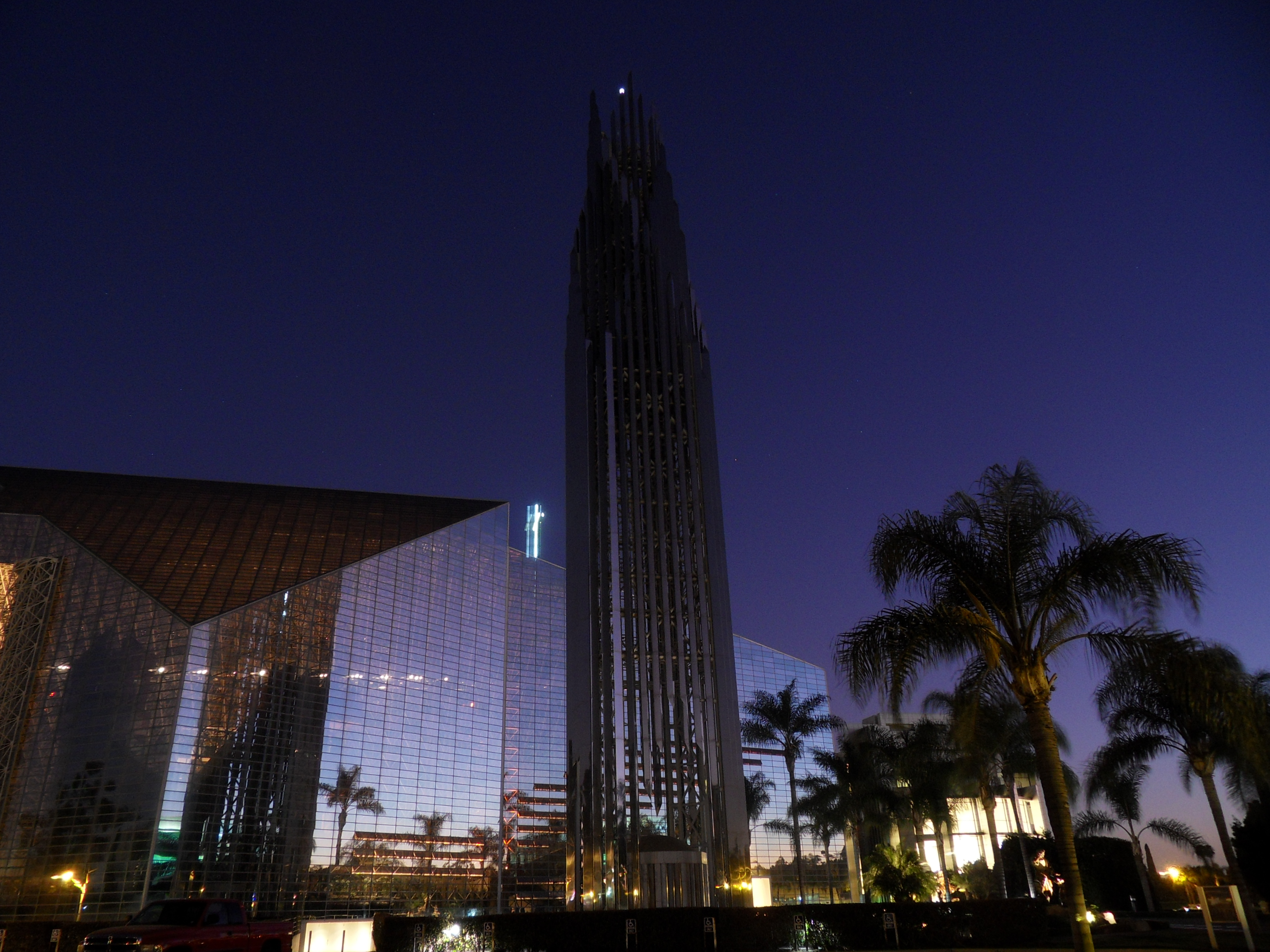
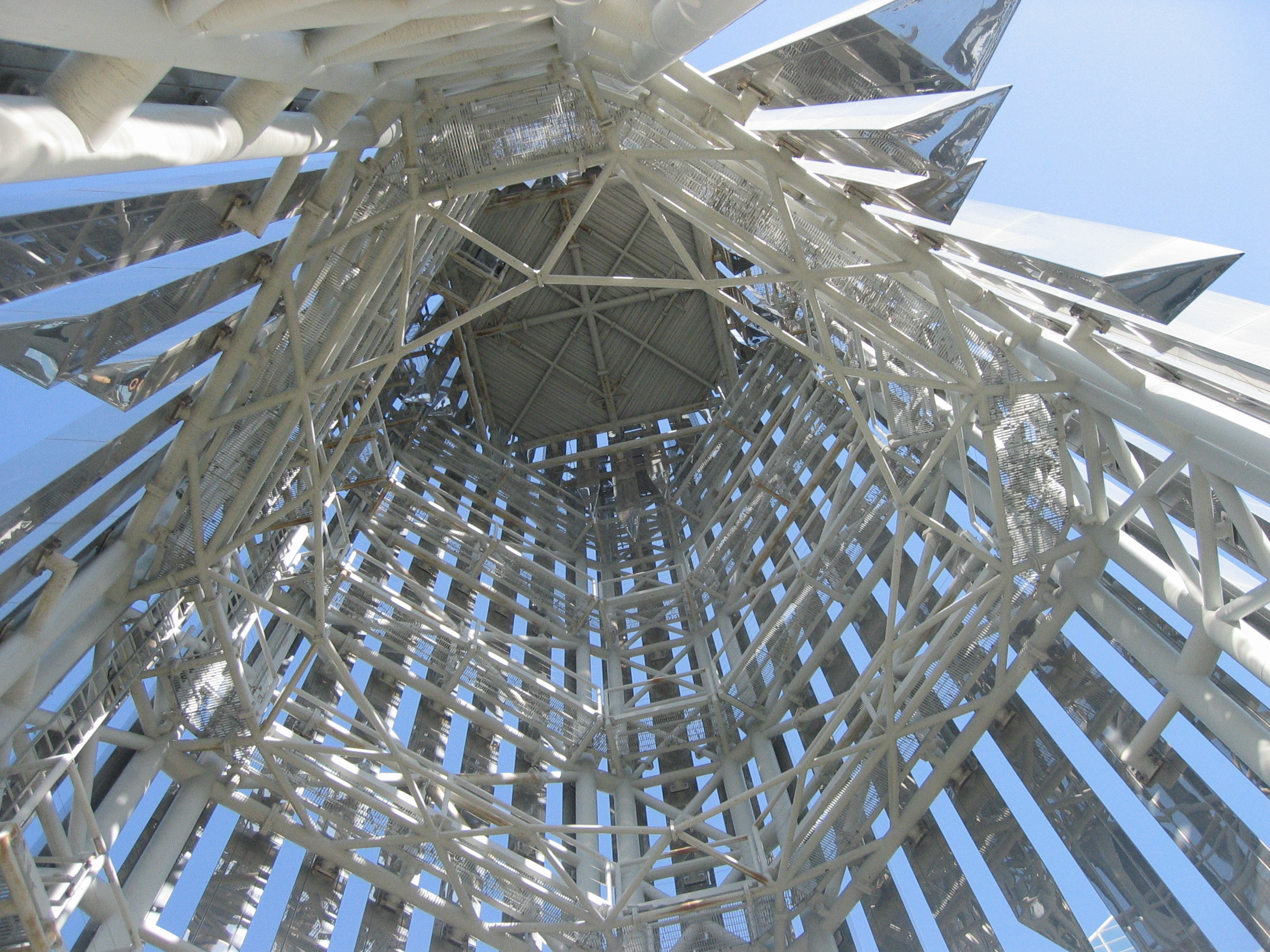
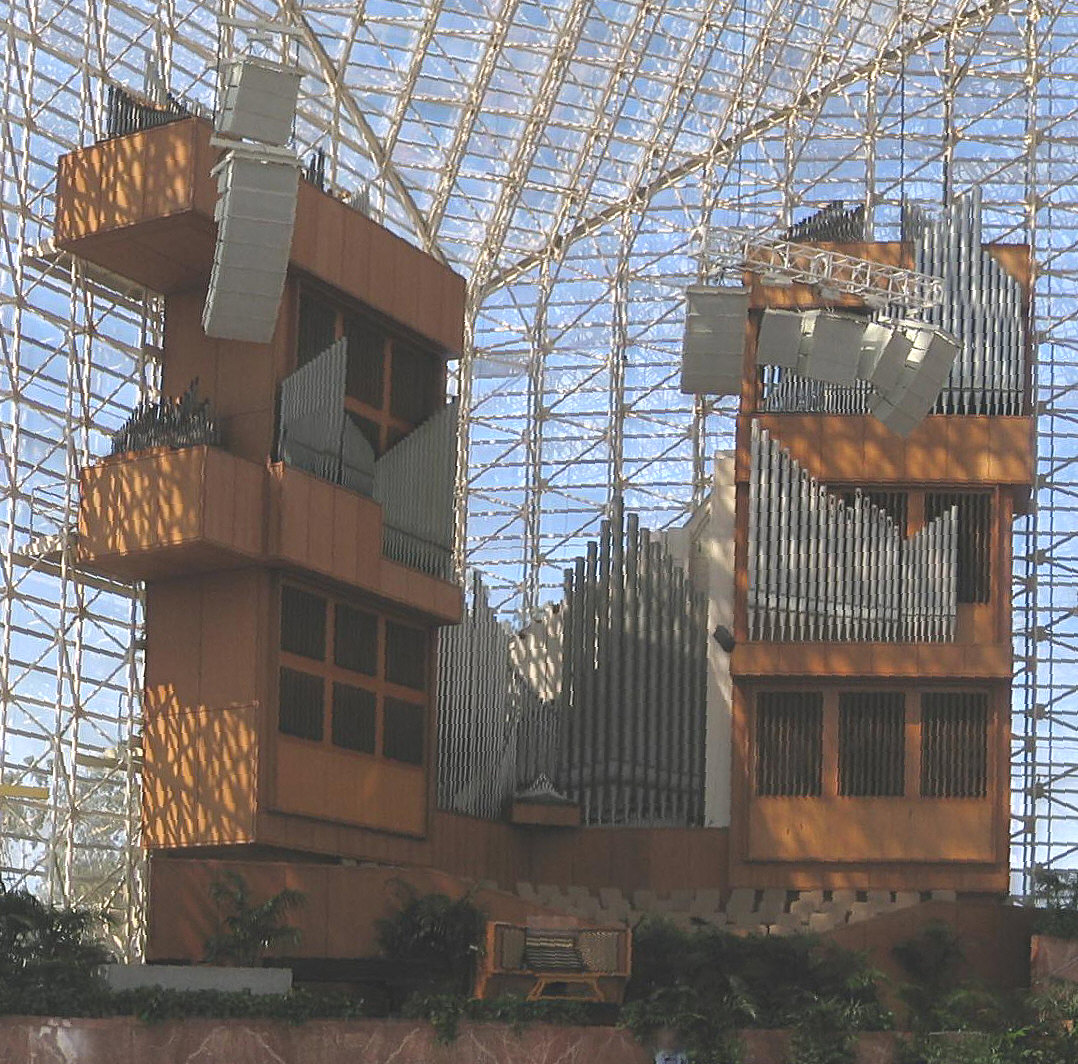
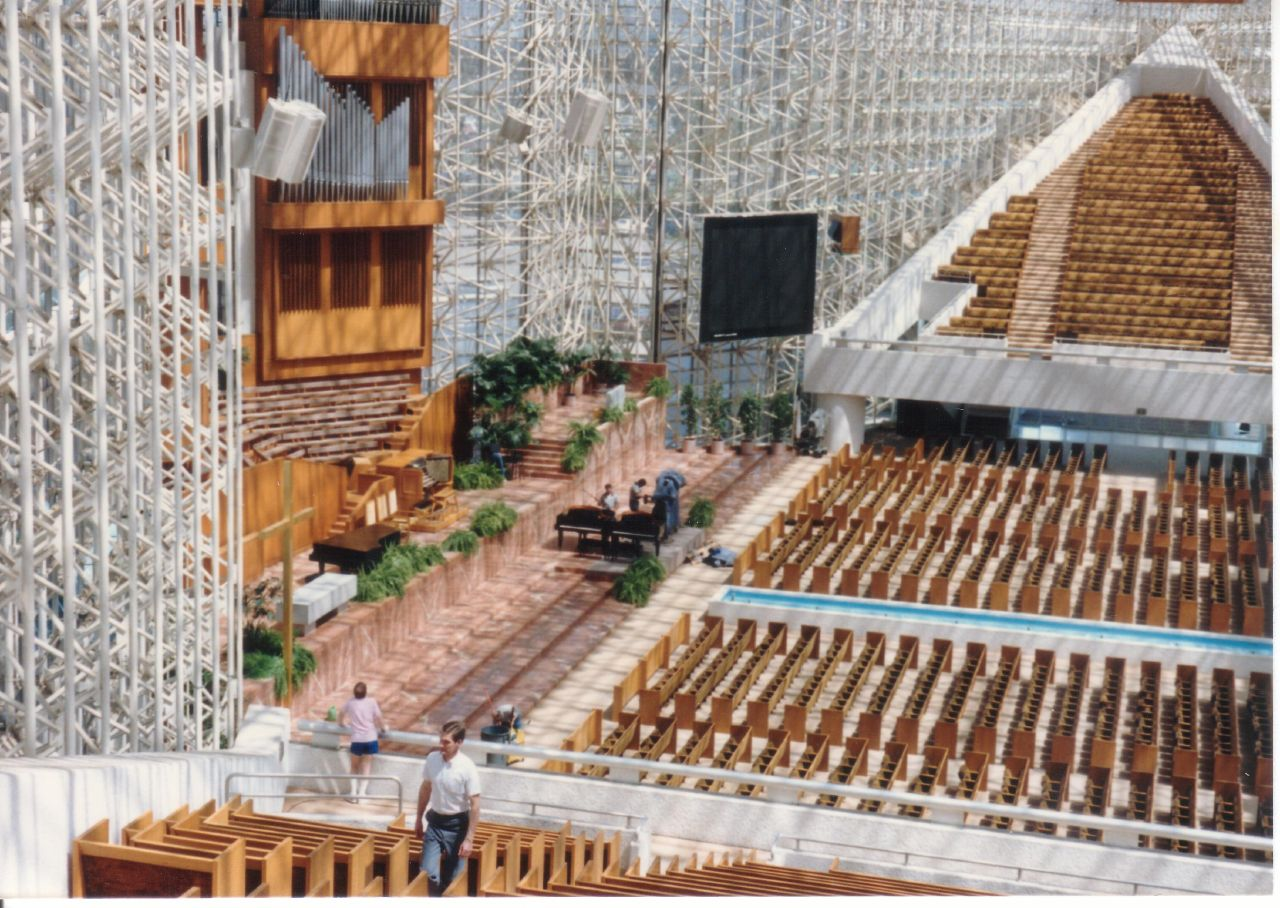
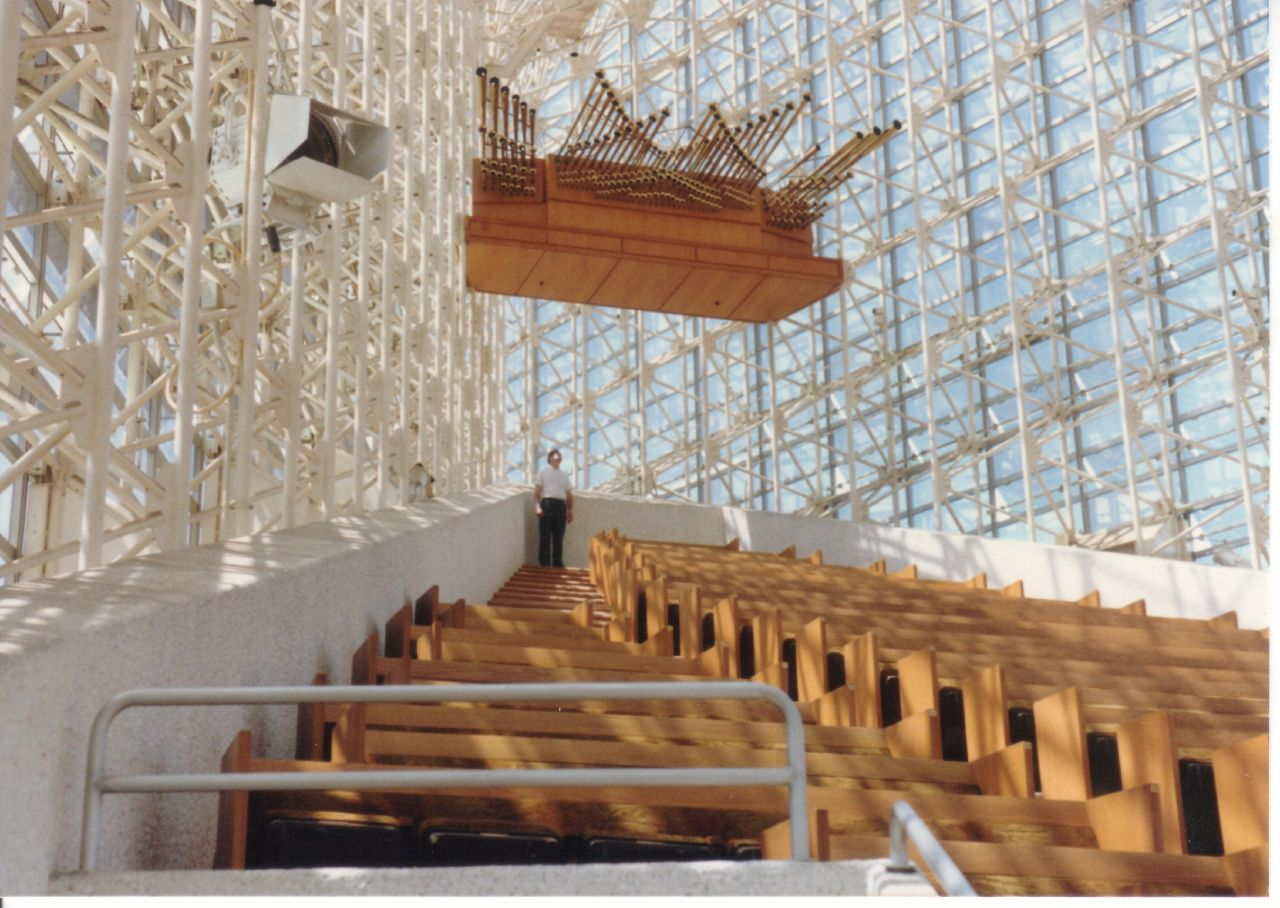
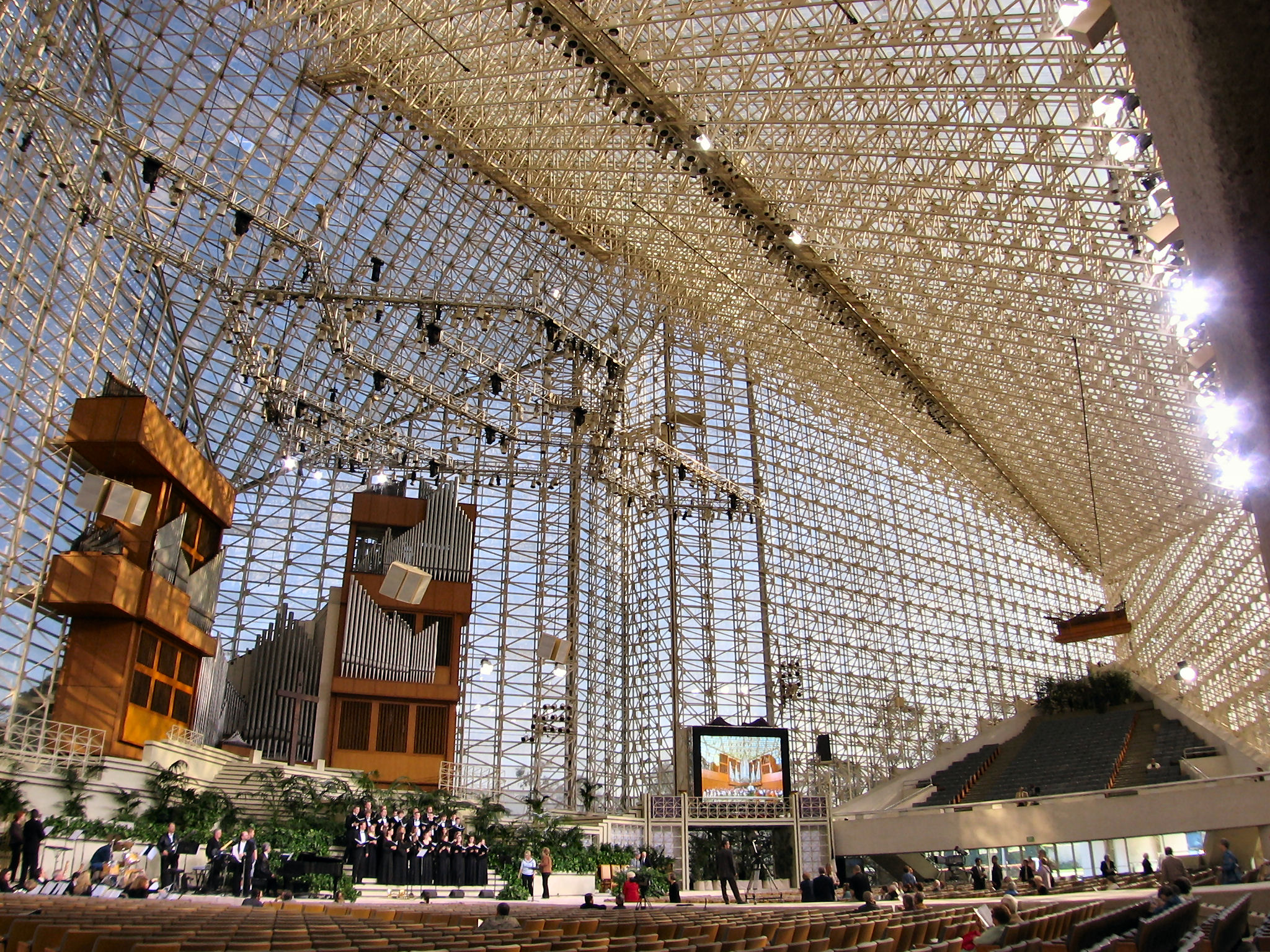